# Petrus Johannes Verdoorn
Petrus Johannes Verdoorn (Amsterdam, 21 maart 1911 – Den Haag, 21 november 1982) was een Nederlands econoom, onderdirecteur bij het Centraal Planbureau onder Jan Tinbergen en buitengewoon hoogleraar in de marktanalyse en bedrijfsstatistiek aan de Nederlandsche Economische Hoogeschool te Rotterdam. Na zijn pensionering in 1975 was hij nog vijf jaar hoogleraar in de staathuishoudkunde, macro-economische politiek en algemeen economisch onderzoek aan de Erasmus Universiteit Rotterdam.
Verdoorn heeft opmerkelijke bijdragen geleverd op een aantal economische vlakken, zoals langetermijnplanning en productiviteit, het handelsblok in de Benelux, en onderzoeksmethoden in de economie. In de econometrie is Verdoorn's law is naar hem vernoemd, de wetmatigheid dat de langetermijnproductiviteit proportioneel groeit met het kwadraat van de output.      

## Levensloop

### Jeugd, opleiding en vroege carrière
Verdoorn werd geboren in Amsterdam in 1911 als zoon van Ferdinand Richard Petrus Verdoorn, een sigarenfabrikant in de stad, en Laurina Francina (Fiegen) Verdoorn. Het jonge gezin verhuisde in 1916 naar Kampen, waar hij in 1932 het gymnasium had afgerond.
In 1932 begon hij de studie economie  aan de Gemeentelijke Universiteit van Amsterdam, waar hij in 1936 afstudeerde. In 1943 promoveerde hij daar ook in de economie onder begeleiding van Jan Tinbergen op een proefschrift, getiteld De verstarring van de productiekosten.
Na zijn afstuderen in 1936 deed Verdoorn zijn eerste werkervaring op bij Philips, bij een accountantskantoor en bij de Nederlandse Spoorwegen. In 1939 ging hij werken bij het Economisch Bureau van de PTT onder Abraham Mey. Hij werd hier belast met marktonderzoek, waarbij hij voor de analyse enige econometrische modellen hanteerde. In 1937 schreef hij met Tinbergen een artikel over de vraag naar passagiersvervoer per trein, en verzamelde hierbij materiaal voor zijn latere proefschrift.

### Verdere carrière
In 1950 begon Verdoorn zijn verdere carrière bij het Centraal Planbureau onder Jan Tinbergen. Hij begon als hoofd van de hoofdafdeling langetermijnvraagstukken, waar hij jaren de langetermijnanalyses verzorgde van de Nederlandse economie op basis van een door hem ontwikkeld praktisch groeimodel. Hij droeg een steentje bij aan de beeldvorming omtrent de problematiek van de Europese integratie, en gaf prognoses van de welvaartsontwikkeling in Nederland, en van de prijs- en substitutie-elasticiteit van internationale goederenstromen.
Naast het CBP werd Verdoorn in 1952 aan de Nederlandsche Economische Hogeschool te Rotterdam benoemd als buitengewoon hoogleraar in de marktanalyse en bedrijfsstatistiek. In 1955 werd hij bij het CPB benoemd tot onderdirecteur, en richtte zich verder ook op economische korte-termijnproblematiek.
Na zijn pensionering in 1975 was Verdoorn tot 1980 nog gewoon hoogleraar in de staathuishoudkunde, macro-economische politiek en algemeen economisch onderzoek in Rotterdam. Hij was onderscheiden als fellow van de Econometric Society, en had in 1971 de Shell-prijs ontvangen.

## Publicaties
- Verdoorn, Petrus Johannes. De verstarring van de productiekosten. Haarlem, 1943.
- Verdoorn, Petrus Johannes. Arbeidsduur en welvaartspeil: Met een historisch overzicht, 1947.
- Verdoorn, Petrus Johannes.. Grondslagen en techniek van de marktanalyse, 1950.
- Verdoorn, Petrus Johannes, F. Th. van der Maden. Enige gegevens betreffende de toekomstige behoefte aan medici, 1952.
- Ferber, Robert, and Petrus Johannes Verdoorn. Research methods in economics & business, 1962.
- Verdoorn, Petrus Johannes., F. J. M. Meyer-zu-Schlochtern. Trade Creation and Trade Diversion in the Common Market, 1964.

Artikelen, een selectie
- Verdoorn, Petrus Johannes. "Complementarity and long-range projections." Econometrica, Journal of the Econometric Society (1956): 429-450.
- Verdoorn, Petrus J. "The intra-bloc trade of Benelux." Economic consequences of the size of nations. Palgrave Macmillan, London, 1960. 291-329.
- Verdoorn, Petrus J. "Verdoorn's Law in retrospect: a comment." The Economic Journal 90.358 (1980): 382-385.